# Sông Catalumbo
Sông Catatumbo (tiếng Tây Ban Nha: Río Catatumbo) là một con sông bắt nguồn từ tỉnh Norte de Santander ở miền bắc Colombia và đổ vào phía tây nam hồ Maracaibo tại Venezuela. Sông Catatumbo dài khoảng 338 km (210 dặm Anh).

## Sét Catatumbo
"Relámpago del Catatumbo" (nghĩa là sét Catatumbo) là hiện tượng tự nhiên xảy ra trên khu vực đầm lầy tại cửa sông Catalumbo, nơi nó đổ vào hồ Maracaibo, với các trận dông tố nhiều sấm sét diễn ra khoảng 10 giờ mỗi đêm, 140 tới 160 đêm mỗi năm, với tổng cộng khoảng trên 1 triệu tia sét đánh mỗi năm. Sét từ hoạt động dông tố này có thể nhận thấy từ xa tới 40 km và từng được sử dụng như là một dạng tín hiệu để định hướng và dẫn đường cho tàu bè; nó còn được gọi là "đèn hiệu Maracaibo" vì lý do này.